# ساوت وست واتر
ساوت وست واتر (انگلیسی: South West Water) شرکت آب بریتانیایی است، که در سال ۱۹۸۹ تأسیس شد.